# غوستافو ليما
نيفالدو باتيستا ليما المعروف فنيا باسم غوستافو ليما (Gusttavo Lima) مغني وملحن ومنتج موسيقى برازيلي، ولد يوم 3 سبتمبر 1989 في بريزيدنت اوليغاريو بالبرازيل واشتهر عالميا بأغنية بالادا (Balada) التي كانت في قائمة أكثر الأسطوانات مبيعا في دول عدة سنة 2012.

## الألبومات
- 2009: Gusttavo Lima
- 2010: Inventor dos Amores
- 2011: Gusttavo Lima e Você
- 2012: Ao Vivo em São Paulo
- 2014: Do Outro Lado da Moeda
- 2015: Buteco do Gusttavo Lima
- 2016: 50/50
- 2017: Buteco do Gusttavo Lima Vol. 2
- 2018: O Embaixador
- 2019: O Embaixador in Cariri
- 2020: Embaixador The Legacy
- 2021: O Embaixador Falando de Amor
- 2021: Buteco In Boston[5]

## الأغاني
- 2011: Balada

## روابط خارجية
- غوستافو ليما على موقع IMDb (الإنجليزية)
- غوستافو ليما على موقع ميوزك برينز (الإنجليزية)
- غوستافو ليما على موقع أول ميوزيك (الإنجليزية)
- غوستافو ليما على موقع ديسكوغز (الإنجليزية)